# Perognathus
Perognathus hay Chuột bìu má lông mềm là một chi động vật có vú trong họ Chuột kangaroo, bộ Gặm nhấm. Chi này được Wied-Neuwied miêu tả năm 1839. Loài điển hình của chi này là Perognathus fasciatus Wied-Neuwied, 1839.

## Các loài
Chi này gồm các loài: